# 中川事件
中川事件（なかがわじけん）とは、北朝鮮（朝鮮民主主義人民共和国）によるスパイ事件。1974年（昭和49年）5月20日摘発（検挙）。石川県下の海岸から密入国した北朝鮮工作員が愛知県下にアジトを設定し、在日韓国人の獲得工作をおこなっていた事件である。

## 概要
佐藤一郎こと李日学（検挙当時45歳）は、北朝鮮で農業協同組合員の職にあったところ、1973年（昭和48年）4月、当局より北朝鮮工作員として召喚された。約3か月のスパイ訓練ののち、
- 在日韓国人の獲得工作
- 北朝鮮工作員の育成
- 対韓国工作

などの任務を指示されて、1973年7月10日頃、石川県輪島市猿山岬付近の海岸から不法に入国した。密入国後、李日学は北朝鮮から指示された愛知県在住の在日韓国人に対し、北朝鮮から携帯した同人の親族からの手紙や写真などを示して協力を強要し、工作拠点を設定した。また、北朝鮮から指示された兵庫県・大阪府在住の在日韓国人の獲得工作を行った。
愛知県警察は1974年5月20日、佐藤一郎こと李日学を逮捕、暗号指令受信録音テープ、工作用の書簡、工作資金等を押収した。李日学は、1974年8月5日、名古屋市の名古屋地方裁判所で、出入国管理令および外国人登録法違反で懲役10か月の判決を受けた。李は、翌1975年、帰還船で北朝鮮に帰った。